# Baylee Steele
Baylee Steele (Norwalk, Iowa, 28 de junio de 1997) es un jugador de baloncesto estadounidense que pertenece a la plantilla del Fujian Sturgeons de la CBA de China. Con 2,11 metros de estatura, juega en la posición de pívot.

## Trayectoria deportiva
Es un pívot formado durante una temporada en el Des Moines Area Community College durante la temporada 2015–2016, hasta que en 2016 ingresó en la Universidad de Míchigan Oriental en Ypsilanti para jugar con los Eastern Michigan Eagles durante la temporada 2016–2017.
Tras una temporada en blanco, en 2018 ingresó en la Universidad del Valle de Utah, para jugar con los Utah Valley Wolverines durante la temporada 2018–2019.
En su última temporada universitaria jugaría en los Duquesne Dukes de la Universidad Duquesne, situada en Pittsburgh, en la temporada 2019-20.
Tras no ser elegido en el Draft de la NBA de 2020, el 26 de junio de 2020 firmó por el Spójnia Stargard de la PLK polaca.
En junio de 2024 se unió al Jiangxi Ganchi de la NBL de China.